# Raffaele Mariano
Raffaele Mariano (Capua, 5 settembre 1840 – Firenze, 1912) è stato un filosofo e storico italiano.

## Biografia
Fedelissimo allievo di Augusto Vera, si occupò di filosofia e storia delle religioni. Fu docente di Storia della Chiesa presso l'Università di Napoli negli anni tra il 1885 al 1904.
La sua indagine fu prevalentemente orientata verso l'interpretazione del pensiero di Hegel con argomentazioni comuni agli esponenti della destra hegeliana ottocentesca.

### Mariano filosofo e critico
Come filosofo può essere collocato insieme al suo maestro in quella tendenza affermatasi nella seconda metà dell'Ottocento che privilegiava l'interpretazione sistematica e razionale dei testi di Hegel, denominata «hegelismo ortodosso», rispetto a quella più innovativa e rivoluzionaria di Spaventa e Fiorentino.
Ricercando i princìpi determinanti in grado di favorire la rinascita di uno spirito nazionale, che il Risorgimento a suo avviso non era riuscito a ridestare, si rammaricava che la cultura italiana fosse rimasta stagnante e avviluppata intorno a figure ed istituzioni del passato, legate al retaggio cattolico. Un autentico risorgimento storico e politico poteva avvenire, a suo avviso, solo anzitutto attraverso un risveglio del pensiero e delle idee, che negando i vecchi schemi mentali, approdasse a quella libertà della coscienza che fonda l'Assoluto divino in se stessa, anziché in comandamenti religiosi esteriori. Per questo Mariano, pur essendo un convinto assertore della fede cristiana, guardava al modello innovatore del protestantesimo, dal quale l'Italia era rimasta esclusa, venendo così estromessa dalla storia del mondo.
(Raffaele Mariano, Il Risorgimento italiano secondo i principi della filosofia della storia, pag. 62, Firenze, 1866)

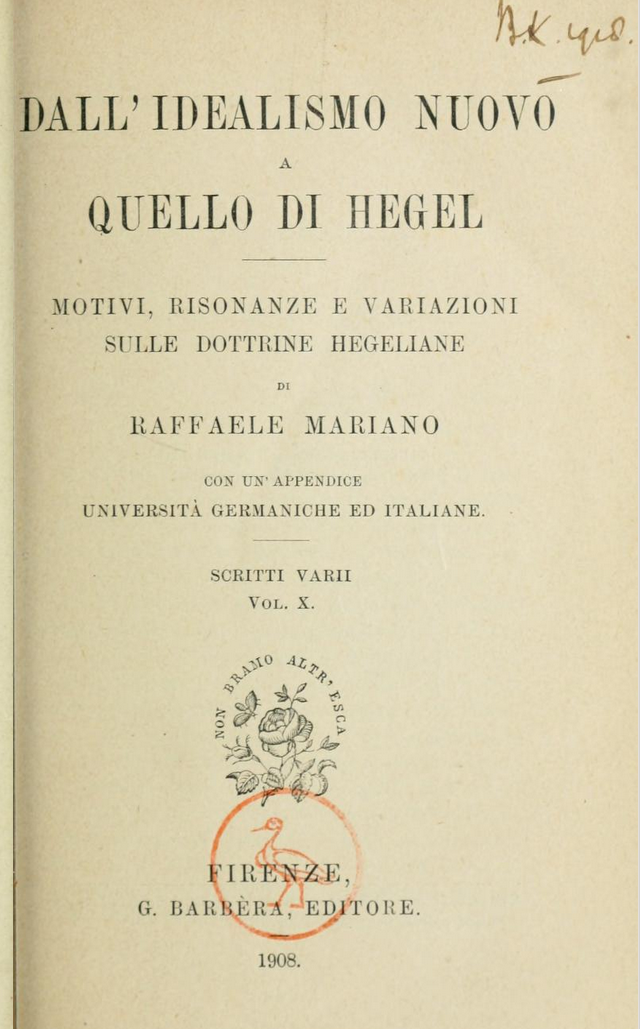
Dall'idealismo nuovo a quello di Hegel: motivi, risonanze e variazioni sulle dottrine hegeliane, di Raffaele Mariano (1908)

Nelle sue interpretazioni inserì talvolta temi non strettamente legati al pensiero di Hegel affermando tra l'altro che «la filosofia deve essere compiuta dalla religione» (Dall'idealismo nuovo a quello di Hegel: motivi, risonanze e variazioni sulle dottrine hegeliane, 1908), trattando riguardo a «ciò che dell'idealismo di Hegel è morto e di ciò che non può morire», argomento precedentemente trattato da Benedetto Croce, il quale risponde aspramente alle argomentazioni proposte da Mariano sul 6º numero del 1908 de La Critica. Rivista di Letteratura, Storia e Filosofia diretta dallo stesso Croce:
Nel 1864 Mariano si schierò a favore del mantenimento della pena di morte in un dibattito sul tema, in accordo con il suo maestro Augusto Vera (La pena di morte. Considerazioni in appoggio del prof. Vera, Napoli 1864), uno dei più autorevoli difensori del mantenimento di questa pratica. È ancora Croce che commenta con grave disappunto l'argomento:
Fu anche saggista con un gusto per la «critica della critica» (cit. da Storia Letteraria d'Italia, volume III, edito da Armando Balduino) sia letteraria che filosofica, non trascurando l'arte che annetteva strettamente alla morale. Rivolse la sua indagine anche al Rinascimento con un saggio biografico critico su Giordano Bruno.
Pubblicò anche una monografia "apologetica" del suo maestro Augusto Vera (Augusto Vera, 1886).

### Mariano storico
La sua produzione fu in un secondo momento soprattutto riferita alla storia, in particolare la storia del cristianesimo e quella delle religioni in genere, argomenti affini anche alla materia insegnata presso l'università napoletana. Non sono presenti particolari innovazioni nella sua ricerca, ma fu uno dei primi a discutere la tesi proposta dal Croce riguardo alla riduzione della storia al concetto generale dell'arte.
Mariano fu il traduttore del quinto e ultimo volume della monumentale opera dell'italianista Ferdinando Gregorovius Wanderjahre in Italien, dal titolo  Apulische Landschaften. La traduzione italiana si chiamò Paesaggi pugliesi e comparve in un volume pubblicato a Firenze presso l'editore Giovanni Barbera nel 1882, preceduto da una presentazione dello stesso Mariano, intitolata Noterelle di viaggio.

## Opere
Di seguito un elenco parziale delle opere.

### Filosofico-critiche, monografie e saggistica
- Lassalle e il suo Eraclito. Saggio sulla filosofia hegeliana, Firenze, 1865.
- Il Risorgimento italiano secondo i principi della filosofia della storia, Firenze, 1866.
- La philosophie contemporaine en Italie. Essai de philosophie hégélienne, Parigi, 1868.
- La libertà di coscienza, Milano, Hoepli, 1873.
- Strauss e Vera. Saggio critico, Roma, Tip. Civelli, 1874.
- L'individuo e lo Stato nel rapporto economico e sociale. Saggio, Milano, Treves, 1876.
- Il Machiavelli del Villari, Roma, Loescher, 1882.
- Un nuovo libro su Leopardi, Roma, Tip. Botta, 1882.
- La pena di morte. Considerazioni in appoggio del prof. Vera, Napoli, 1884.
- Il p. Carlo Maria Curci, Milano, Vallardi, 1885.
- Augusto Vera. Necrologio, «Annuario Università di Napoli», 1885-1886.
- Dio secondo Platone, Aristotele ed Hegel, «Acc. SMP Napoli. Atti», 1886.
- Biografie del Machiavelli, 1886.
- Arte e religione, 1892.
- Il brutto e il male nell'arte. Il brutto e il male nel romanzo moderno, 1900.
- Dall'idealismo nuovo a quello di Hegel, motivi, risonanze e variazioni sulle dottrine hegeliane, 1908.
- La vita e l'uomo, 1881.

### Opere storico-religiose
- I rapporti dello Stato con la religione, Firenze, Civelli, 1870.
- Il problema religioso in Italia, Roma, Civelli, 1872.
- La riforma ecclesiastica in Italia, «Il diritto», 1877.
- Cristianesimo, cattolicesimo e civiltà, 1879.
- Papato e socialismo ai giorni nostri. Studio, Roma, Tip. Artero e comp., 1882.
- Buddismo e cristianesimo, 1890.
- La Storia è una scienza o un'arte?, «Fanfulla della Domenica», 1894.
- La conversione del mondo pagano al cristianesimo, 1901.
- Il cristianesimo dei primi secoli, 1902.

### Traduzioni
- Ferdinand Gregorovius, Lucrezia Borgia secondo documenti e carteggi del tempo, Firenze, Successori Le Monnier, 1874, SBN RMR0000909.
- Ferdinand Gregorovius, Atenaide. Storia di una imperatrice bizantina, Torino, Ermanno Loescher, 1882, SBN RMR0001623.

## Riconoscimenti
La città d'origine del filosofo, Capua, gli ha dedicato una strada, sede, tra l'altro, del Banco di Napoli. La targa riporta il cognome Mariani anziché Mariano, errore che nessuna amministrazione ha ancora provveduto a correggere.